# Pieprz biały

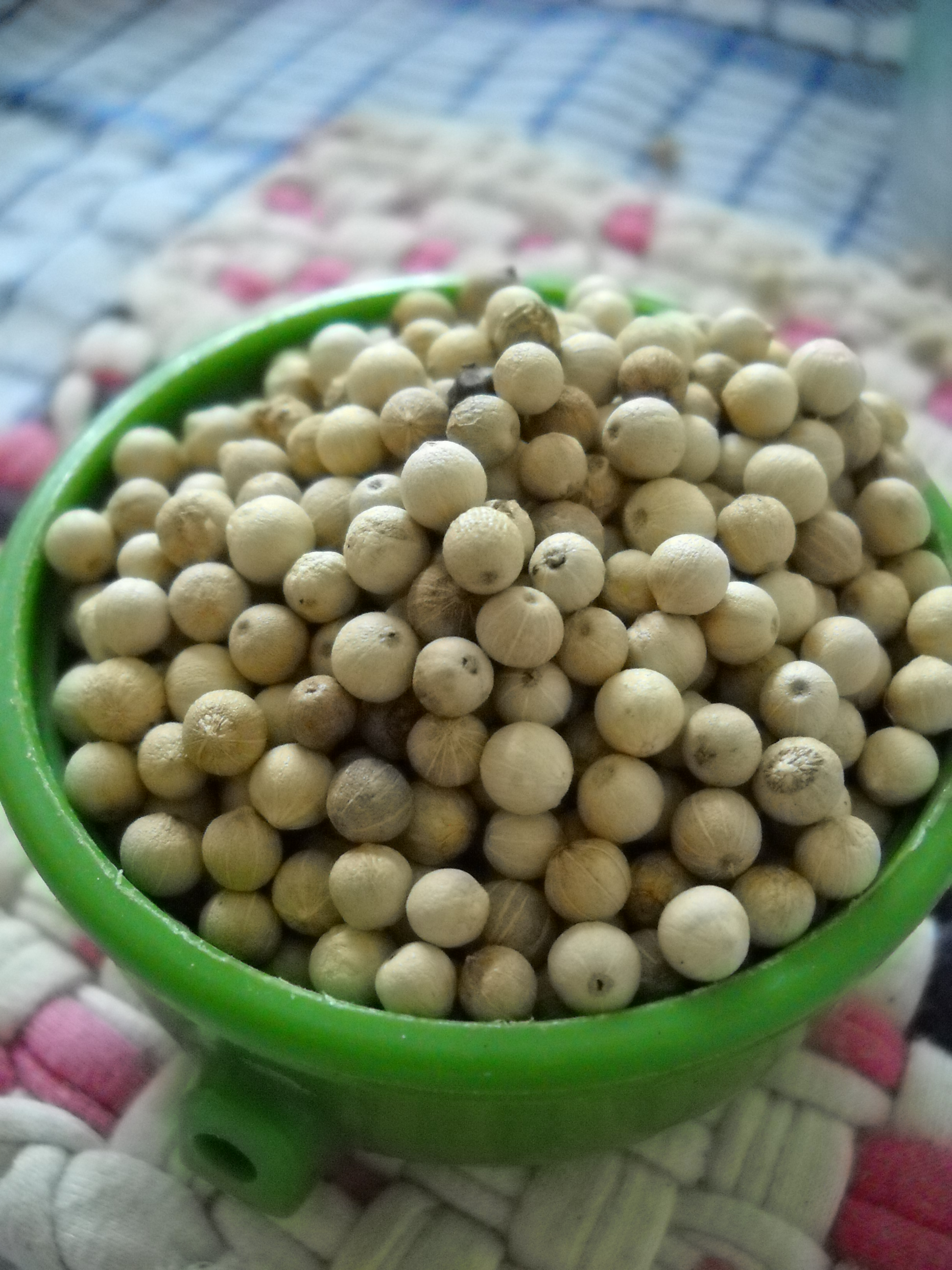
Pieprz biały w ziarnach

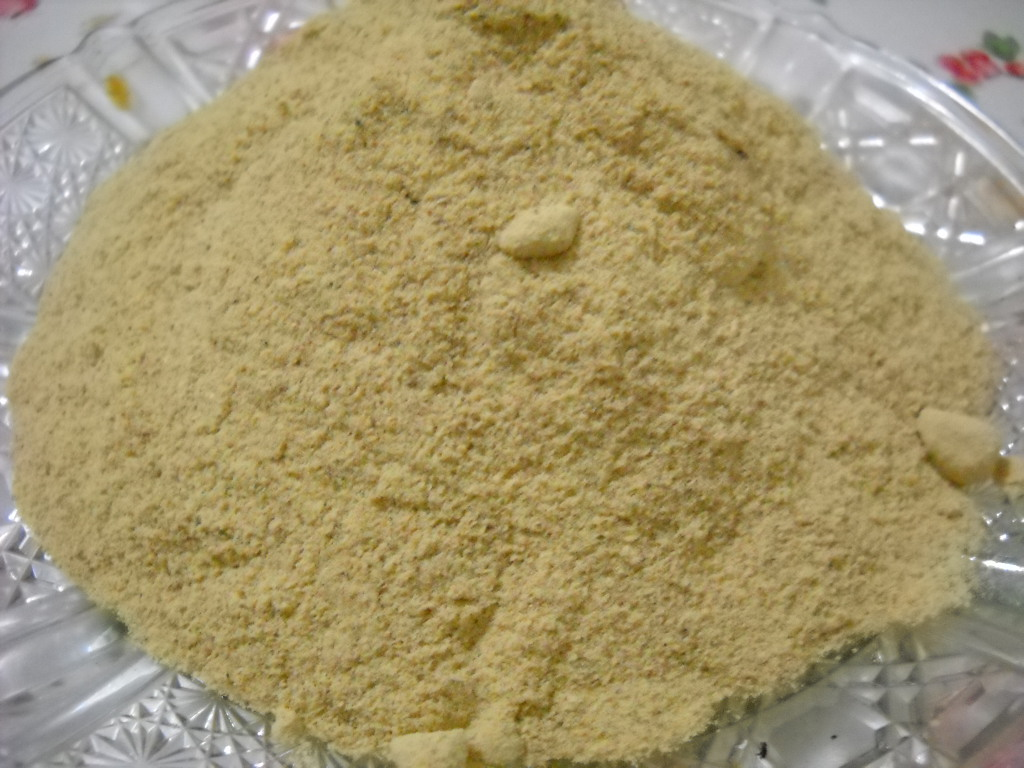
Pieprz biały mielony

Pieprz biały – przyprawa otrzymywana z dojrzałych owoców pieprzu czarnego (Piper nigrum) poddanych najpierw procesowi fermentacji w wodzie, następnie mechanicznemu usunięciu perykarpu i ostatecznie wysuszeniu białawych nasion na słońcu, co nadaje jej specyficzny smak, odmienny od smaku pieprzu czarnego czy zielonego.

## Metody otrzymywania
Owoce na pieprz biały zbiera się po uzyskaniu przez nie dojrzałości lub przed jej osiągnięciem, gdy są prawie dojrzałe (mają wtedy kolor czerwony lub pomarańczowy), a następnie pozbawia się je mięsistego miąższu i skórki w procesie fermentacji. W zależności od regionu produkcji odbywa się to w różny sposób. Owoce zwykle są w tym celu pakowane w worki z juty i moczone w bieżącej wodzie przez kilka lub kilkanaście dni (7–15 dni), podczas których naturalnie występujące bakterie i drożdże niszczą owocnię. Następnie pozostałości owocni są usuwane poprzez mycie, ścieranie oraz deptanie stopami (podobnie jak w przypadku produkcji wina), a uzyskane w ten sposób białawe nasiona suszy się na słońcu, niekiedy dodatkowo wybielając. Owoce mogą być również składowane dla fermentacji przez 2–3 dni w wilgotnych hałdach.
Białe ziarna pieprzu niekiedy uzyskuje się z dojrzałych owoców tylko za pomocą mechanicznego usuwania owocni, bez udziału fermentacji – metodą dekortykacji. Otrzymana w ten sposób przyprawa jest bardziej zbliżona w smaku do pieprzu czarnego.

## Skład chemiczny, smak i zapach
Biały pieprz zawiera mniej niż 1% olejków eterycznych (dla porównania: czarny pieprz zawiera ich od 1% do 2,6%, a nawet do 5%). Zawartość olejków nielotnych waha się między 2% a 9% (podobnie jak w przypadku pieprzu czarnego), a oleożywicy wynosi około 8% (w pieprzu czarnym 10–15%). W odróżnieniu od ziaren pieprzu czarnego, biały nie zawiera chawicyny (obecnej w epikarpie, którego należy pozbyć się w procesie produkcji białego pieprzu), ani większości olejków eterycznych (obecnych w mezokarpie, również usuwanym podczas produkcji). Zawiera za to piperynę, która odpowiada za palący smak, lecz jest pozbawiona bogatego aromatu.
Według The Oxford Companion to Food biały pieprz ma delikatniejszy aromat niż pieprz czarny, jest subtelniejszy w smaku, mimo iż zawiera więcej piperyny niż czarny . Christine Ingram podaje, że jest łagodniejszy, lecz mniej „ziemny”, prostszy i wyrazistszy w smaku. Maciej Halbański pisał, że pieprz biały ma silniejszy aromat, ale jest delikatniejszy w smaku niż czarny. Maria Lemnis i Henryk Vitry z kolei zaznaczył, że jest ostrzejszy w smaku niż czarny.

## Wykorzystanie kulinarne
Pieprz biały znany był od starożytności. Według opisu Pliniusza Starszego w Historii naturalnej, w starożytnym Rzymie biały pieprz kosztował 7 denarów za librę i był niemal dwukrotnie droższy od czarnego, kosztującego 4 denary, ale tańszy niż pieprz długi, za który płaciło się 15 denarów.
Do celów kulinarnych pieprz biały wykorzystywany jest w postaci całych ziaren lub w wersji mielonej. W kuchniach Zachodu używa się go często do przyprawiania potraw, w których użycie czarnego pieprzu psułoby walory estetyczne potrawy , np. do białych sosów i zup (m.in. do sosu beszamelowego czy blanquette de veux ) oraz dressingów do sałatek. Stosuje się go również do dań z ryb, np. przyprawia się nim gefilte fisz w kuchni żydowskiej.
Pieprz ten jest popularny w kuchniach azjatyckich, np. w chińskiej, japońskiej i tajskiej. W kuchni wietnamskiej używa się go do zup oraz dań z wieprzowiny. W kuchni tajskiej jest stosowany m.in. razem ze smażonym czosnkiem i papryką chili do dań z wieprzowiny, a także do smażonych potraw z kurczaka.

## Producenci
W światowej produkcji białego pieprzu przodują: Indonezja, gdzie wytwarzana jest odmiana Sarawak, oraz Malezja (odmiana Muntok). Znaczącymi ośrodkami produkcji są też Indie oraz Kamerun (odmiana Penja).

## Wykorzystanie w medycynie
W starożytności pieprz biały był składnikiem leków zalecanych przez greckich, rzymskich i wczesnośredniowiecznych lekarzy, w tym Galena. W szczególności wchodził w skład medykamentów łagodzących choroby oczu i poprawiających ostrość wzroku, stosowanych dla wzmocnienia ruszających się zębów, w lekach przeciwbólowych oraz w lekarstwie uniwersalnym używanym w chorobach układu pokarmowego, moczowego i w zapaleniu płuc. Ponadto był składnikiem proszku do czyszczenia zębów.